# Ukraiński Komitet Centralny

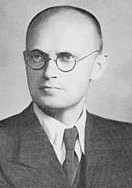
Włodzimierz Kubijowicz

Ukraiński Komitet Centralny (ukr. Український центральний комітет, Ukrajinśkyj centralnyj komitet, UCK) – działająca oficjalnie w okresie II wojny światowej, z siedzibą w Krakowie do stycznia 1945 roku, reprezentacja Ukraińców wobec władz okupacyjnych Generalnego Gubernatorstwa, powołana w oparciu o ukraińskie środowiska nacjonalistyczne OUN-M. Przewodniczącym Komitetu był Wołodymyr Kubijowycz.

## Powstanie Komitetu
Już w październiku 1939 w Generalnym Gubernatorstwie zaczęły powstawać miejskie komitety ukraińskie, próbujące organizować ukraińskie życie kulturalno-oświatowe, oraz odtwarzać przedwojenną ukraińską spółdzielczość. Reprezentowały one również społeczność ukraińską przed lokalnymi władzami niemieckimi. W listopadzie na zjeździe przedstawicieli tych komitetów w Krakowie powstał pomysł utworzenia organizacji nadrzędnej, grupującej działające komitety. Na powstanie takiej organizacji wyraził zgodę gubernator Hans Frank, a podstawy prawne organizacji opracował Prowid Organizacji Ukraińskich Nacjonalistów-melnykowców w GG, któremu przewodniczył Roman Suszko. Na ukraińskiej konferencji w Krakowie w końcu listopada 1939 zatwierdzono projekt utworzenia tej organizacji, i utworzono Ukraińskie Zjednoczenie Narodowe (UNO). Przewodniczącym organizacji, na propozycję Romana Suszki, wybrano Włodzimierza Kubijowycza, a członkami zarządu zostali: Osyp Bojdunyk, Mychajło Chronowiat, Iwan Ziłynski, Jarosław Rak. Nowa organizacja była tolerowana przez władze niemieckie, ale nigdy nie została przez nie uznana formalnie.
Z organizacją powiązane było powstałe w końcu 1939 roku Ukrajinśke Wydawnyctwo (pol. Wydawnictwo Ukraińskie), które posiadało monopol na wydawanie ukraińskich książek i prasy. Na przełomie lutego i marca 1940 zarząd organizacji (zwanej tymczasowo Ukrajinśka Stanycia dlja GG w Krakowi) zreorganizował komitety okręgowe, i nawiązał kontakty z lokalnymi władzami niemieckimi. W dniach 13–15 kwietnia 1940 odbył się kolejny zjazd przedstawicieli wszystkich komitetów ukraińskich w Galicji, który zatwierdził statut organizacji, oraz powołał Wołodymyra Kubijowycza na stanowisko przewodniczącego.
Według Mazura, Skwary i Węgierskiego UCK został powołany na żądanie niemieckich władz okupacyjnych 14 kwietnia 1940, w miejsce rozwiązanego na początku roku Komitetu Ukraińskiego. Wielu pracowników UCK było konfidentami Abwehry, SD i Gestapo.
W czerwcu 1940 odbyło się ostateczne zatwierdzenie struktury UCK, jako centrali Ukraińskich Komitetów Pomocy (UDK). W lipcu 1940 władze GG zatwierdziły plany pracy kulturalno-oświatowej UCK, oraz statut Ukraińskich Towarzystw Oświatowych (UOT). Dotychczas działające ukraińskie towarzystwa i organizacje mogły od tej pory działać tylko jako tak zwane Zjednoczenia Pracy przy Ukraińskim Komitecie Centralnym.

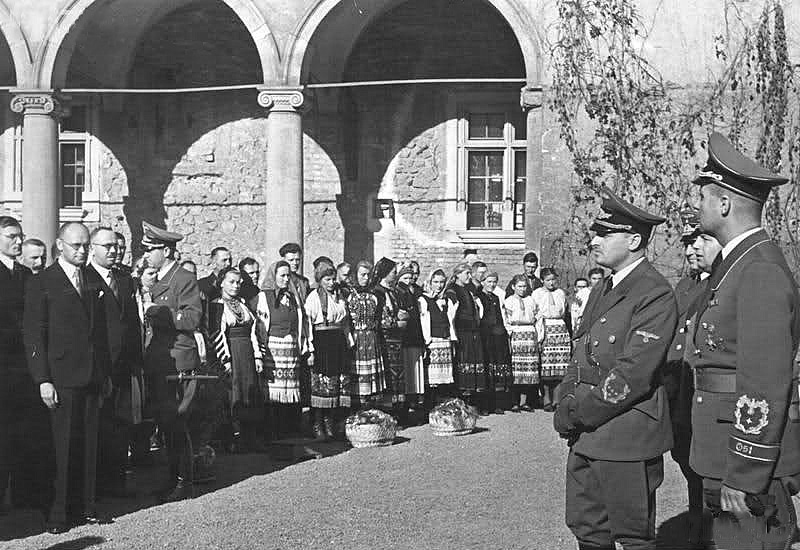
Dożynki na Wawelu 24.10.1943 r. Z wizytą u Hansa Franka delegacja ukraińska.

## Organizacja Komitetu
- przewodniczący – Wołodymyr Kubijowicz
- zastępca – W. Hlibowycki, Kost Pankiwski (od marca 1942)
- wydział organizacyjny – Osyp Bojdunyk, Mykoła Cenko, Atanas Figol (od 1943)
- wydział finansowy – O. Zybenko, R. Mycyk, O. Tarnawski (od 1942)
- wydział opieki społecznej – o. Ołeksandr Małynowski, M. Spuliak (od konca 1941)
- wydział pracy kulturalnej – W. Dużyj, Mychajło Kusznir
- wydział szkolnictwa – H. Hirniak, I. Teslia, P. Isajiw
- wydział gospodarczy – Mychajło Chronowjat, A. Milianycz, O. Kotyk-Stepanowycz
- wydział młodzieży – Jarosław Rak, Julijan Tatomyr, S. Łewycki, Zenon Zełenyj

Wiosną 1941 Komitetowi podporządkowano 26 Ukraińskich Komitetów Pomocy (UDK), ich 33 gminne delegatury, oraz około 100 „mężów zaufania”. Przy niemieckich szefach dystryktów GG działali ukraińscy doradcy (najwyższe spływy osiągnął W. Tymciurak w dystrykcie lubelskim, a po nim Ł. Hołejko).
Od wiosny 1941 Komitet posiadał przedstawiciela w Berlinie przy Delegaturze Generalnego Gubernatorstwa i przy Ukraińskim Urzędzie Zaufania, któremu przewodniczył Atanas Figol, a potem M. Kotyk-Stepanowycz.

## Działalność
Wobec faktu, że władze Generalnego Gubernatorstwa dopuściły działalność gimnazjów ukraińskich, UKC zajmował się również ukraińskim szkolnictwem podstawowym i średnim. Komitet odpowiadał za działalność socjalną (stołówki, zapomogi), w tym na rzecz weteranów, edukację, prowadził działalność gospodarczą, wydawał gazetę „Krakiwśki Wisti”.
W marcu 1942 wchłonął Ukraiński Komitet Krajowy, którego przewodniczący został zastępcą przewodniczącego UCK.
W 1943 roku Kubijowycz jako przewodniczący UCK był promotorem powstania oraz wziął czynny udział w organizowaniu i formowaniu ukraińskiej 14 Dywizji Grenadierów SS. UCK, zgodnie z polityką OUN – melnykowców, zaangażował się wówczas w działalność na rzecz poboru ochotników do dywizji. Komitet zaprzestał działalności w związku z zakończeniem okupacji niemieckiej przez III Rzeszę oraz wyjazdem jego kierownictwa razem z wycofującymi się Niemcami.